# 파울로 아벨리노
파울로 아벨리노(Paulo Avelino, 1988년 5월 13일 ~ )은 필리핀의 배우이다.

## 출연 작품
- 팬 걸 (2020)
- 비혼의 아내 (2016)
- 데보시온 (2013)
- 사나 다티 (2013)
- 마이 이터널 (2012)
- 더 댄싱 오브 투 레프트 피트 (2011)